# Istigfar
Istigfar (ar. استغفار, istiḡfār, "traženje od Boga za oprost"), u islamu je traženje od Alaha oprosta za grijehe. U islamskoj vjeri istigfar je učinkovit lijek za grijehe, neimaštinu, sušu, razne bolesti i zdravstvene probleme. Alahov Poslanik je zapovijedio u svim pridogama izgovarati Estagfirullah govoreći da treba od Alaha tražiti oprost (magfiret) i pokajati se (tevba), navodeći svoj primjer gdje svakog dana od Alaha zatraži oprost i po sto puta. Alahov Poslanik je rekao da ko mnogo puta napravi istigfar, Alah će mu naći izlaz iz svake tjeskobe, riješiti mu svaku brigu i opskrbiti ga odakle se ni ne nada. Opći oblik istigfara je Estagfirullah ve etubu ilejhi!. Muslim kaže muslimanima da čine pokajanje (tevbu) i istigfar (traženje oprosta) Alahu, jer ju on čini tevbu u jednom danu sto puta. Tevba znači pokajati se Alahu za počinjeni grijeh. U osnovi je preporučeno (mustehab) činiti istigfar, jer čovjek može tražiti oproste za grijehe a da nije ili ne zna da je počinio grijeh. S tim da istigfar može biti vadžib, a to je kada čovjek počini određeni grijeh, na što se odnose mnogi ajeti gdje je došla zapovijed od Alaha da vjernici čine istigfar. Muslimanima je zabranjeno činiti istigfar za nevjernike (kjafire), makar oni bili i bliska rodbina: "Vjerovjesniku i vjernicima nije dopušteno da mole oprosta za mnogobošce...". Najbolje doba dana za činjenje istigfara je zadnja trećina noći, zatim nakon svakog počinjenog grijeha te u starosti i pred smrt. Alah želi da činimo istigfar jer je Alah El-Gafûr i El-Gaffâr, On čini da ljudi vide kod osobe ono najljepše i najbolje, a pokriva sramote i grijehe koje čovjek potajice čini, jer je Alah Er-Rahȋm - Milostivi Gospodar koji prašta grijehe i samilostan je. Tko kaže sejjidul istigfar ujutro čvrsto vjerujući u riječi ovog prvaka istigfara, te umre tog dana prije nego omrkne, postaje stanovnik Dženeta, ako ga izgovori tijekom noći čvrsto uvjeren u te riječi i umre prije nego svane i on je od stanovnika Dženeta. Hadis je zabilježio Buharija u svom Sahihu. Čovjeku koji uzima abdest propisano je da na kraju istigfarom zapečati abdest, jer je najbolja završnica svih dobrih djela – tevba i istigfar.